# Bratislava-Rača
Bratislava-Rača – stacja kolejowa w Bratysławie, na Słowacji. Stacja ma 2 perony.